# Fjällbjörk
Fjällbjörk (tidigare Betula tortuosa) är numera kategoriserad som en varietet (Betula pubescens var. tortuosa) eller underart (Betula pubescens ssp. tortuosa, syn. Betula pubescens ssp. czerepanovii) av glasbjörk. Fjällbjörken återfinns i fjälltrakterna, vanligtvis som skogsgräns vid trädgränsen. Arten är ett mellanting mellan träd och buske beroende på växtförhållandena och rådande snödjup. Då fjällbjörken är ett geografiskt vikarierande taxon av glasbjörk bör den i första hand ses som en underart av glasbjörk, Betula pubescens ssp. czerepanovii. 
Stammens form och utseende påverkas av snödjupet.
Fjällbjörken har två tydliga färgnyanser på sin stam. Den övre delen är mörkare och den undre är ljusare, vilket beror på den snömärkeslav som växer på stammen. Det är en lav som endast växer på den del av stammen som inte är snötäckt och på så sätt skapar nyansskillnaderna på stammen.

## Historik
Fjällbjörken kom troligen till Skandinavien från kontinenten via Danmark mellan 10 800 och 8 900 f.Kr. Till fjälltrakterna kom den omkring 6 500 f.Kr. då inlandsisen låg kvar endast i norra Lappland. Den har nu sin utbredning i den subalpina regionen i klimatzon VIII. Fjällbjörken är nu svenska Lapplands landskapsträd.

## Utbredning
Variationen förekommer i norra Ryssland, i arktiska delar av Fennoskandien, i Island, på Grönland, på Newfoundland och kanske i några områden på det amerikanska fastlandet i närheten. Fjällbjörk bildar på Kolahalvön och i Fennoskandien större öppna skogar. Den ingår även i andra skogar som domineras av arter från björksläktet. På den typiska tundran hittas vanligen glest fördelade trädgrupper av fjällbjörk.

## Status
Fjällbjörk används inte inom skogsbruket och för beståndet är inga hot kända. På grund av populationens oklara taxonomi listas Betula pubescens var. tortuosa av IUCN med kunskapsbrist (DD).

## Bilder

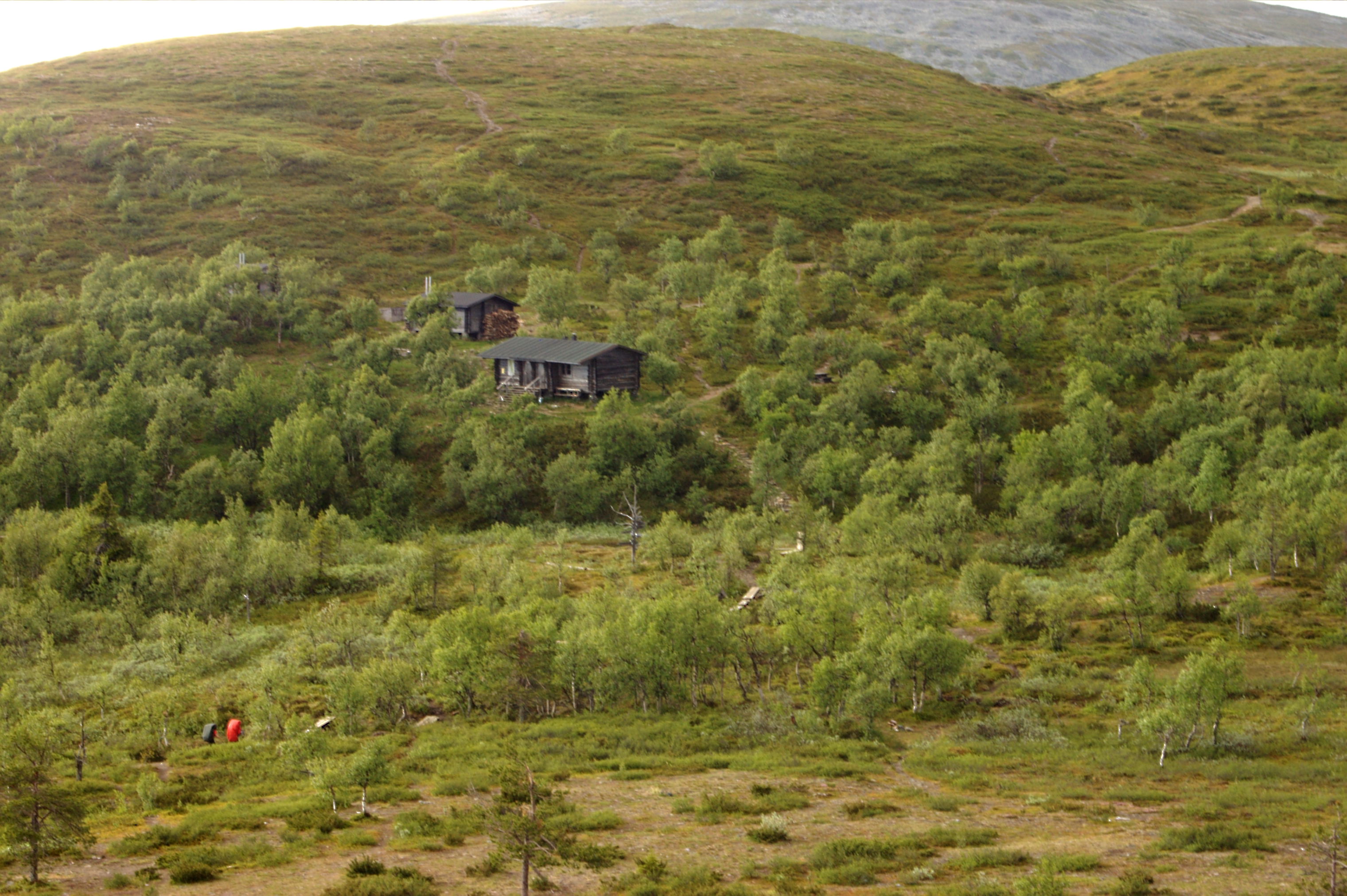
Fjällbjörk vid trädgränsen (finska Lappland).
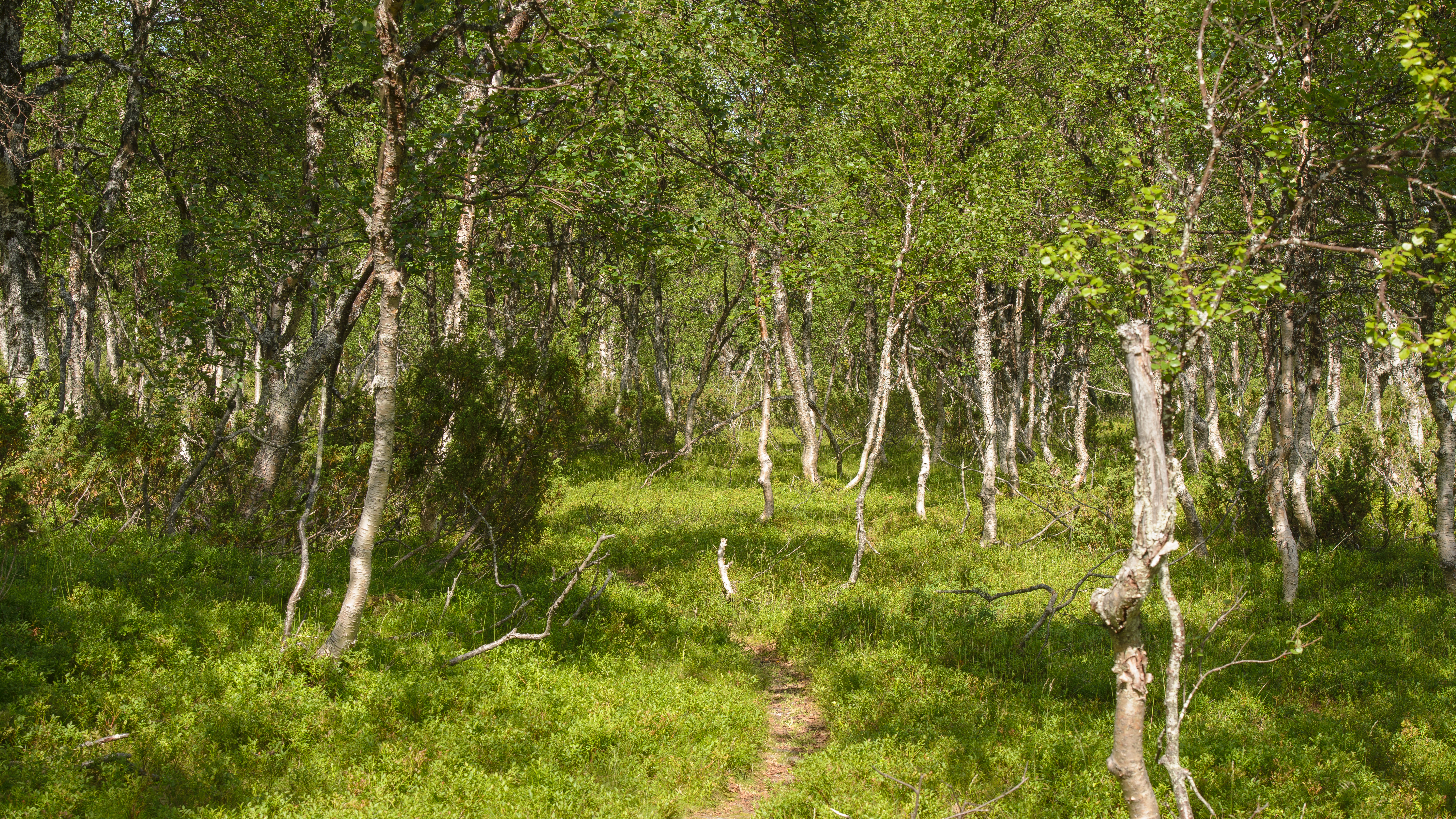
Fjällbjörkskog (Härjedalen i Sverige).
Exemplar med kraftiga stammar (Austurland på Island).
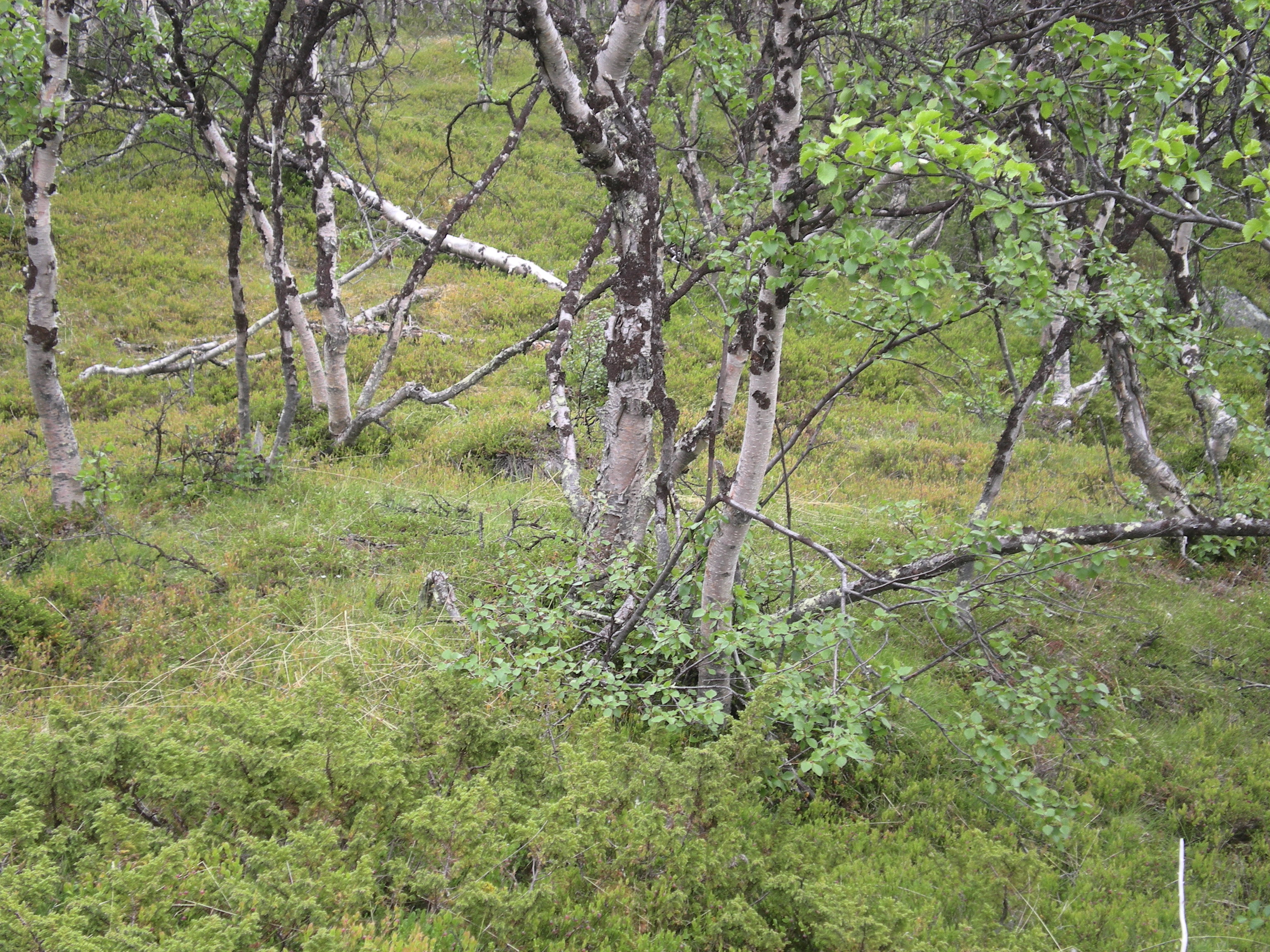
"Urskog" (norra Finland).
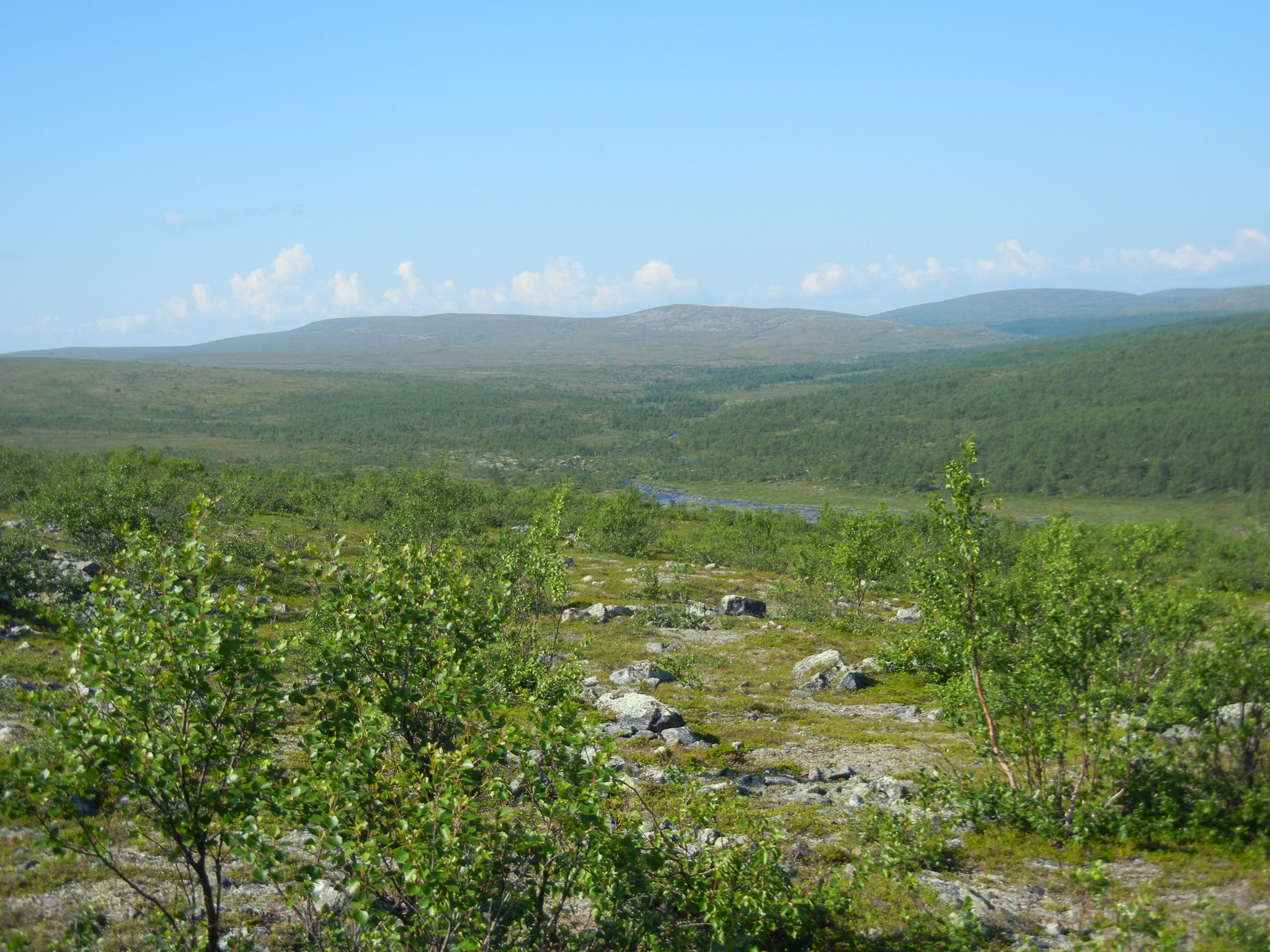
Fjällandskap (finska Lappland).